# Agrilus sinuatus
Agrilus sinuatus es una especie de insecto del género Agrilus, familia Buprestidae, orden Coleoptera.
Fue descrita científicamente por Olivier, 1790.